# Сардак Григорій
Сардак Григорій Антонович (* 8 листопада 1916 м. Токмак Запорізька обл. — 20 серпня 2001 р., м. Тернопіль) — український хірург, піонер судинної хірургії.

## Біографія
Народився у місті Великий Токмак Запорізької області. 1940 закінчив Донецький медичний інститут. Того ж року був призваний на військову службу. З перших днів Великої вітчизняної війни перебував на передовій. Зазнав долі військовополоненого і держперевірки НКВС. Після демобілізації 1945 р.на практичній роботі у Винниках. 1945 р. — 1953 р. — Григорій Сардак хірург у Винниках. 1946 р. — 1959 р. — Винниківська районна лікарня (керівник до 1953 р. — Григорій Сардак).
З 1965 — професор Вінницького медичного інституту.
Близько 50 друкованих праць з хірургії органів черевної порожнини, з питань реконструктивних операцій на стравоході, трахеї та бронхах, з кардіохірургії тощо.
Учнем Григорія Сардака став відомий хірург Микола Селезінка.